# Bob Welch (músico)
Robert Lawrence "Bob" Welch, Jr. (Hollywood, 31 de agosto de 1945 – Antioch, Tennessee, 7 de junho de 2012) foi um cantor e compositor norte-americano de rock.
Bob se tornou notável como vocalista e guitarrista do Fleetwood Mac de 1971 a 1974, na fase de transição do grupo entre sua formação original blues e a formação clássica, de orientação pop rock. Ao sair da banda por problemas pessoais, foi substituído por Lindsey Buckingham e, com a colaboração de integrantes do Mac como Buckingham e Christine McVie, teve uma carreira solo bem-sucedida no fim dos anos 1970, mas que declinou na década de 1980. Seus singles incluem "Hot Love, Cold World," "Ebony Eyes," "Precious Love" e a famosa faixa "Sentimental Lady."
Welch morreu em 2012, vítima de suicídio.

## Discografia
- 1977: French Kiss
- 1979: Three Hearts
- 1980: Man Overboard
- 1981: Bob Welch
- 1983: Eye Contact